# Wellington (zespół muzyczny)
Wellington – nieistniejąca już węgierska hardrockowa grupa muzyczna.

## Historia
Zespół został założony w 1994 roku po rozpadzie grupy Ossian przez jej członka, Endre Paksiego, oraz Róberta Juhásza z zespołu Slogan. Jeszcze w tym samym roku piosenka grupy, „Soha nem halsz meg”, pojawiła się na składance Demonstráció. W 1996 roku Juhász opuścił grupę. W latach 1995–1997 Hungaroton-Gong wydał trzy albumy zespołu, z czego drugi – Szabadon – zajął jedenaste miejsce na liście Top 40 album- és válogatáslemez-lista. Grupa rozpadła się w 1998 roku, po czym Paksi reaktywował Ossian.

## Dyskografia
- A döntő lépés (1995)
- Szabadon (1996)
- Végtelen dal (1997)

## Członkowie zespołu

### Ostatni
- Endre Paksi – wokal
- Jewgienij Kriwickij – instrumenty klawiszowe
- Péter Hornyák – perkusja
- Péter Ivanov – gitara basowa
- Richárd Rubcsics – gitara

### Wcześniejsi
- Róbert Juhász – gitara
- Csaba Berczelly – instrumenty klawiszowe
- Zoltán Fábián – gitara
- György Nagy – gitara